# Milčice
Milčice (deutsch Miltschitz; älter auch Milschitz) ist eine Gemeinde in Tschechien. Sie liegt drei Kilometer nordwestlich von Pečky und gehört zum Okres Nymburk.

## Geographie

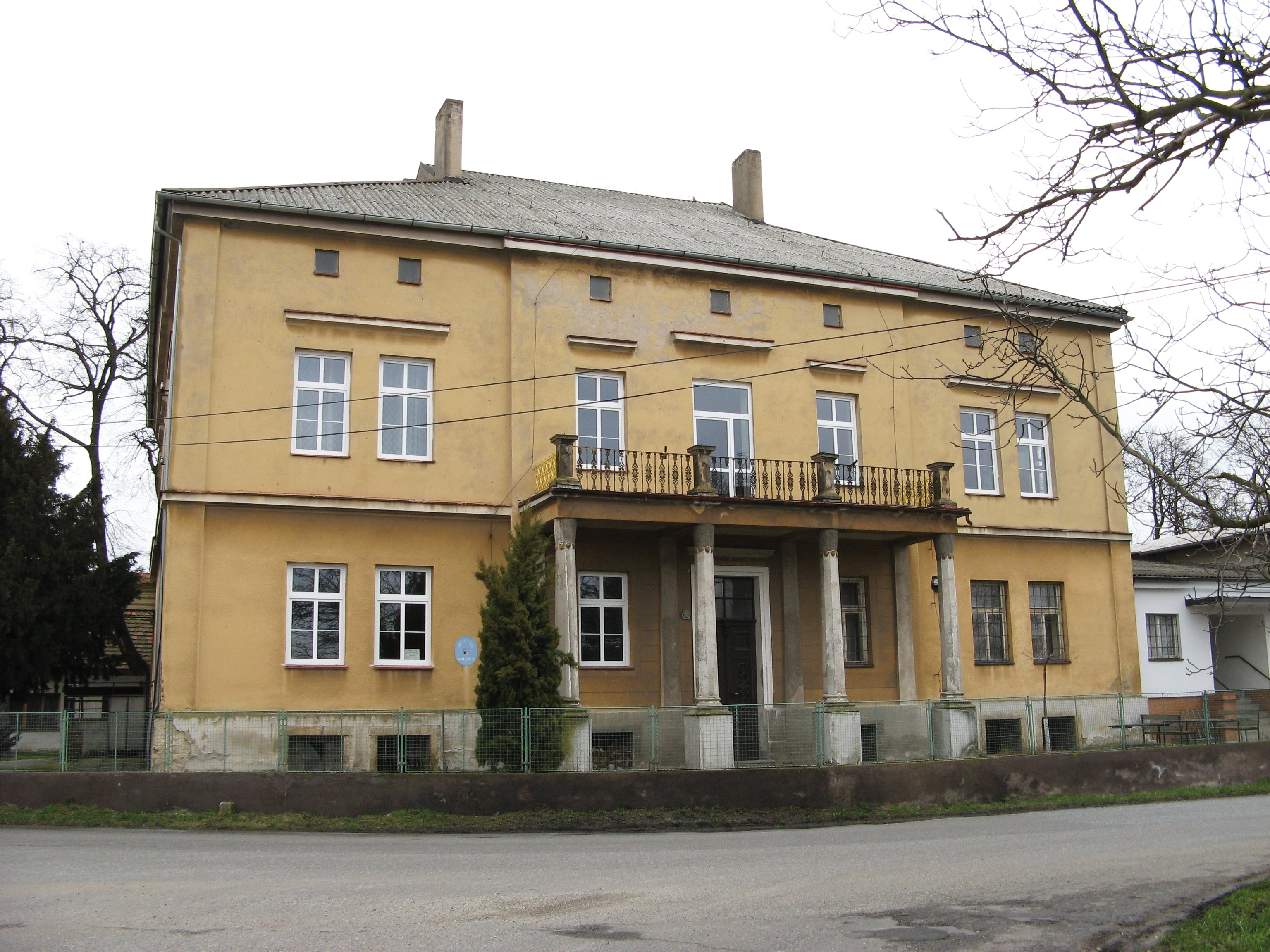
Gemeindeamt in Milčice

Milčice befindet sich rechtsseitig des Milčický potok auf der Böhmischen Tafel. Im Norden führt die Autobahn D 11/Europastraße 67 vorbei, die nächste Abfahrt ist die 25 Sadská. Südlich des Dorfes verläuft die Eisenbahnstrecke von Prag nach Kolín, bei Milčice liegt die Bahnstation „Tatce“.
Nachbarorte sind Kačín und Sadská im Norden, Kostelní Lhota im Nordosten, Vrbová Lhota im Osten, Velké Chvalovice im Südosten, Chotutice im Süden, Tatce im Südwesten, Hořany, Černá Obora und Poříčany im Westen sowie Vycherov und Třebestovice im Nordwesten.

## Geschichte
Die erste schriftliche Erwähnung des Dorfes erfolgte im Jahre 1294 als Besitz des Kapitels auf dem Vyšehrad.
Milčice wurde später Teil der Herrschaft Přerov und wurde 1547 aus dem Besitz der Prager Städte wegen Beteiligung am antihabsburgischen Ständeaufstand durch Ferdinand I. beschlagnahmt. Danach wurde das Dorf Teil der Herrschaft Podiebrad. 1808 ging bei Milčice ein Meteorit nieder.
1845 wurde südlich des Dorfes die Kaiser Ferdinands-Nordbahn von Wien über Olmütz nach Prag fertiggestellt. Nach der Aufhebung der Patrimonialherrschaften bildete Milčice ab 1850 eine Gemeinde im Bezirk Poděbrady. 1961 kam die Gemeinde zum Okres Nymburk. Seit 2007 wird die Station Tatce bei Milčice von der Esko Prag mit auf der Strecke S1 Praha Masarykovo nádraží–Kolín angefahren.

## Gemeindegliederung
Für die Gemeinde Milčice sind keine Ortsteile ausgewiesen.

## Söhne und Töchter der Gemeinde
- Jan František Vavák (1741–1816), Schriftsteller und Schulze von Milčice